# Siebe Blondelle
Siebe Blondelle (Bruges, 20 aprile 1986) è un ex calciatore belga, di ruolo difensore.

## Caratteristiche tecniche
È un difensore centrale.

## Carriera

### Club
Ha giocato nella prima divisione belga.

### Nazionale
Ha giocato nelle nazionali giovanili belghe Under-17, Under-18, Under-19 ed Under-21.